# Cork City Football Club
Il Cork City Football Club (in gaelico: Cumann Peile Cathrach Chorcaí), meglio noto come Cork City, è una società calcistica irlandese con sede nella città di Cork, dove fu fondata nel 1984, in continuazione della lunga tradizione calcistica di Cork iniziata negli anni venti. Si trattò di uno dei primi club irlandesi (e il primo di Cork) ad aver schierato una squadra di calciatori professionisti. Grazie ai progressi del club e allo sviluppo dello stadio (il Turners Cross), il Cork City divenne progressivamente uno dei più supportati club della nazione. Nell'ultima stagione la squadra giocava in maglia verde con risvolti bianchi e rossi; in precedenza la maglia si è presentata secondo stili diversi: strisce orizzontali, strisce verticali o tinta unita, ma sempre mantenendo il bianco e il verde come colori predominanti. I soprannomi più ricorrenti erano City e Rebel Army. La maglia numero 12 venne ritirata nel marzo 2007 in onore del "ruolo ricoperto dai tifosi".

## Storia

### Il Cork City storico
Nella sua storia ultraventennale il Cork City ha sempre militato in Premier Division, massima divisione irlandese, salvo l'anno in cui è stata rifondata, ed ha vinto due volte il titolo nazionale (1993 e 2005). Si è quasi sempre piazzato nelle zone alte della classifica: ciò gli ha garantito costanti apparizioni nelle coppe europee, in totale 14 (di cui 7 negli anni 2000). I calciatori irlandesi ad aver vestito la maglia della Nazionale durante la loro militanza nel Cork City sono due: Colin Healy e Joe Gamble, entrambi nel 2007. Il più celebre giocatore esportato all'estero è invece Kevin Doyle. Il giocatore del Cork City ad aver fatto registrare il maggior numero di presenze in competizioni UEFA per club è Michael Devine (14); il miglior cannoniere è invece Dan Murray (5).
Negli ultimi anni della sua storia, però, la società soffrì di gravi problemi finanziari e controversie di gestione. Il club fu messo sotto inchiesta nel 2008 e fu soggetto di un provvedimento di liquidazione adottato dal fisco irlandese. Ciò causò le dimissioni del presidente Tom Coughlan oltre a svariati mesi di ricorsi e battaglie legali. La faccenda culminò nel febbraio 2010 con il rifiuto da parte della Federazione calcistica dell'Irlanda di concedere una licenza - necessaria per partecipare al campionato - al club; ciò portò alla dissoluzione della società proprietaria del club, la Cork City Investments Fc Ltd. Dopo lo scioglimento del Cork City, venne subito fondato il suo successore: il Cork City FORAS Co-op.

### Il Cork City FORAS e la rifondazione
Il Cork City FORAS Co-op è stato fondato nel periodo immediatamente successivo alla liquidazione del Cork City Football Club, avvenuta nel febbraio 2010. La FORAS, società amministratrice del club, ha chiesto e ottenuto la licenza per partecipare alla League of Ireland First Division dopo che la Federazione aveva negato di rilasciare al Cork City la licenza necessaria per disputare la nuova stagione di League of Ireland Premier Division. Come allenatore è stato scelto Tommy Dunne, vice-allenatore del Cork City nella stagione precedente. Il 28 febbraio il club ha disputato la sua prima partita in assoluto: una amichevole vinta 7 a 0 sul Crosshaven AFC. Il debutto ufficiale risale invece al 5 marzo, pareggio per 1 a 1 in casa del Derry City, nella prima partita della First Division 2010. Una settimana più tardi (12 marzo), 4400 persone assistettero al primo match casalingo dei biancoverdi, terminato però con una sconfitta per mano del Waterford United (0-2).
Acquisiti i diritti storici del club, come nome e trofei, la società ha riassunto l'originaria denominazione e ha ottenuto la promozione nella massima divisione.
La squadra vince la Premier Division 2017, davanti ai rivali del Dundalk; si tratta del terzo titolo della loro storia.
Prende parte, quindi, alle qualificazioni di UEFA Champions League 2018-2019, ma qui subiscono una doppia sconfitta al primo turno dai campioni polacchi del Legia Varsavia. Il cammino per la UEFA Europa League 2018-2019 va nello stesso modo di quello per la Champions, con una doppia sconfitta contro i norvegesi del Rosenborg. 
Chiudono al secondo posto il campionato irlandese del 2018, alle spalle del Dundalk.

## Calciatori

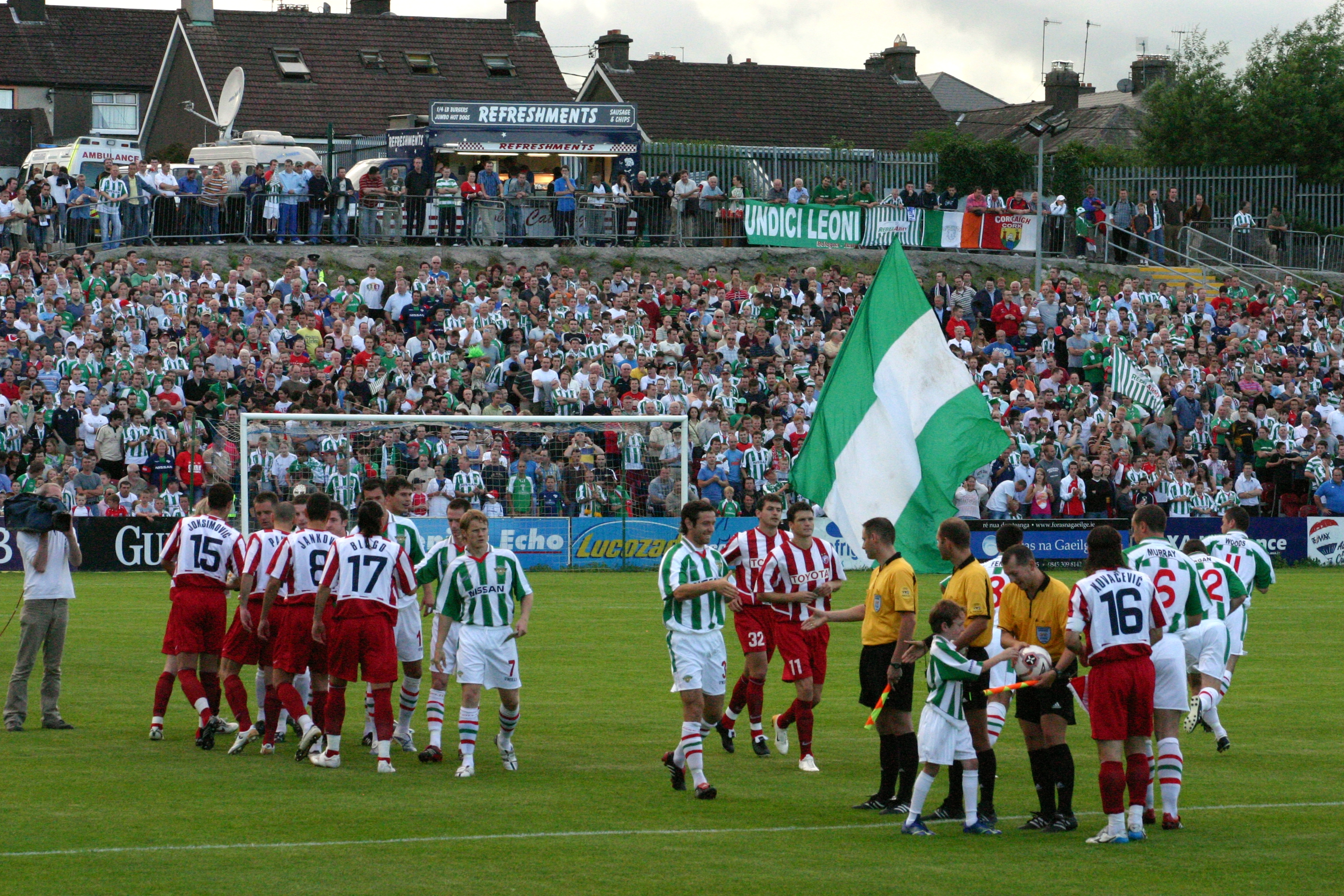
Il Cork City contro la nei preliminari della UEFA Champions League 2006-2007

## Palmarès

### Competizioni nazionali
- Campionato irlandese: 3

1992-1993, 2005, 2017
- Coppa d'Irlanda: 4

1998, 2007, 2016, 2017
- Coppa di Lega irlandese: 3

1987-1988, 1994-1995, 1998-1999
- Supercoppa d'Irlanda: 3 (record condiviso con il Dundalk)

2016, 2017, 2018
- First Division: 2

2011, 2022, 2024

### Competizioni internazionali
- Setanta Sports Cup: 1

2008

### Altri piazzamenti
- Campionato irlandese:

Secondo posto: 1990-1991, 1993-1994, 1998-1999, 1999-2000, 2004, 2014, 2015, 2016, 2018
Terzo posto: 1991-1992, 1997-1998, 2000-2001, 2003, 2009
- Coppa d'Irlanda:

Finalista: 1989, 1992, 2005, 2015, 2018
Semifinalista: 2023
- Coppa di Lega irlandese:

Finalista: 1996-1997, 2011
Semifinalista: 2008, 2017
- Supercoppa d'Irlanda:

Finalista: 2019
- Setanta Sports Cup:

Finalista: 2006
Semifinalista: 2007, 2013

## Statistiche

### Partecipazioni nelle competizioni europee
| Competizione          | Giocate | Vittorie | Pareggi | Sconfitte | Gol fatti | Gol subìti |
| --------------------- | ------- | -------- | ------- | --------- | --------- | ---------- |
| UEFA Champions League | 8       | 2        | 1       | 5         | 7         | 12         |
| Coppa UEFA            | 14      | 2        | 3       | 9         | 6         | 20         |
| Coppa delle Coppe     | 4       | 1        | 0       | 3         | 2         | 9          |
| Coppa Intertoto       | 16      | 4        | 6       | 6         | 11        | 13         |
| Totale                | 42      | 9        | 10      | 23        | 26        | 54         |

## Organico

### Rosa 2020
| N. |                    | Ruolo | Calciatore        |
| -- | ------------------ | ----- | ----------------- |
| 1  | Irlanda (bandiera) | P     | Mark McNulty      |
| 2  | Irlanda (bandiera) | D     | Charlie Fleming   |
| 3  | Irlanda (bandiera) | D     | Alan John Bennett |
| 4  | Irlanda (bandiera) | D     | Rob Slevin        |
| 5  | Kenya (bandiera)   | C     | Henry Ochieng     |
| 6  | Irlanda (bandiera) | C     | Gearoid Morrissey |
| 7  | Irlanda (bandiera) | C     | Dylan McGlade     |
| 8  | Irlanda (bandiera) | C     | Cian Coleman      |
| 9  | Irlanda (bandiera) | A     | Conor Davis       |
| 10 | Irlanda (bandiera) | C     | Daire O'Connor    |
| 11 | Irlanda (bandiera) | C     | Cory Galvin       |
| 13 | Irlanda (bandiera) | P     | David Harrington  |
| 14 | Irlanda (bandiera) | D     | Ronan Hurley      |

| N. |                    | Ruolo | Calciatore        |
| -- | ------------------ | ----- | ----------------- |
| 15 | Irlanda (bandiera) | A     | Danny Morrissey   |
| 16 | Irlanda (bandiera) | P     | Alan Smith        |
| 18 | Irlanda (bandiera) | D     | Michael McSweeney |
| 19 | Irlanda (bandiera) | A     | Karl Sheppard     |
| 20 | Irlanda (bandiera) | C     | Billy Dennehy     |
| 21 | Irlanda (bandiera) | A     | Steven Beattie    |
| 22 | Irlanda (bandiera) | C     | Liam Miller       |
| 23 | Irlanda (bandiera) | A     | Mark O'Sallivan   |
| 26 | Irlanda (bandiera) | D     | Garry Buckley     |
| 27 | Irlanda (bandiera) | A     | Danny O'Connell   |
| 30 | Irlanda (bandiera) | C     | Liam Kearney      |
| 32 | Irlanda (bandiera) | D     | Stephen Folan     |